# Moran Lake
Moran Lake är en sjö i Kanada.   Den ligger i provinsen British Columbia, i den sydvästra delen av landet, 3 700 km väster om huvudstaden Ottawa. Moran Lake ligger 118 meter över havet. Arean är 0,35 kvadratkilometer. Den sträcker sig 0,9 kilometer i nord-sydlig riktning, och 0,7 kilometer i öst-västlig riktning.
I omgivningarna runt Moran Lake växer i huvudsak blandskog. Runt Moran Lake är det mycket glesbefolkat, med 3 invånare per kvadratkilometer.